# 1093
Високе Середньовіччя  •  Золота доба ісламу  •  Реконкіста  •  Київська Русь

## Геополітична ситуація
Візантію очолює Олексій I Комнін. Генріх IV є імператором Священної Римської імперії, а Філіп I — королем Франції.
Апеннінський півострів розділений між численними державами: північ належить Священній Римській імперії, середню частину займає Папська область, південна частина півострова окупована норманами. Деякі міста півночі: Венеція, Піза, Генуя, мають статус міст-республік.
Південь Піренейського півострова захопили Альморавіди. Північну частину півострова займають християнські Кастилія, Леон (Астурія, Галісія), Наварра, Арагон та Барселона. Королем Англії є Вільгельм II Рудий. Магнус III Босоніг є королем Норвегії, а Олаф I королем Данії.
У Київській Русі почав княжити Святополк Ізяславич, а у Польщі Владислав I Герман. На чолі королівства Угорщина стоїть Ласло I.
Аббасидський халіфат очолює аль-Муктаді під патронатом сельджуків, які окупували Персію та Малу Азію, в Єгипті владу утримують Фатіміди, у Магрибі панують Альморавіди, у Середній Азії правлять Караханіди, Газневіди втримують частину Індії. У Китаї продовжується правління династії Сун. На півдні Індії домінує Чола. В Японії триває період Хей'ан.

## Події
- 24 квітня Святополк Ізяславич став великим князем київським.
- 26 травня — половці розбили руське військо Святополка в битві на річці Стугна.
- 23 липня — половці розбили руське військо Святополка в битві на річці Желянь.
- Євпраксія Всеволодівна втекла від свого чоловіка імператора Священної Римської імперії Генріха IV і звинуватила його в брутальному поводженні.
- 13 листопада під час одного з боїв на півночі Англії загинув 62-річний король Шотландії (з 1058) Малкольм III, чия боротьба з Макбетом, вбивцею батька Малкольма, короля Дункана I, була покладена в основу сюжету п'єси Вільяма Шекспіра «Макбет». Новим королем став Дональд III.
- Норманські правителі Англії окупували більшу частину Уельсу. Споруджено замки Кардіфф та Пемброк.
- Архієпископом Кентерберійським призначено Ансельма.
- Завершилося будівництво Вінчестерського собору в Лондоні.
- Королем Норвегії став Магнус III Босоніг.
- Генріх Бургундський став графом Португалії.

## Померли
- 13 квітня — Всеволод Ярославич, великий князь київський.
- 26 травня — Ростислав Всеволодович, князь переяславський.